# Paarl
Paarl este un oraș din Provincia Western Cape, Africa de Sud.